# Костянтин Величков (станція метро)
Костянтин Величков (болг. Константин Величков) — спільна станція Першої та Четвертої ліній Софійського метрополітену, була відкрита 28 січня 1998, у складі першої пускової черги Софійського метрополітену «Сливница» - «Костянтин Величков».
Станція розташована під бульваром Тодор Александров, на перетині його з бульваром К. Величков і вулицею Димитр Петков. 
Однопрогінна мілкого закладення, з острівною платформою.